# Kim Maslin-Kammerdeiner
Kimberlee Maslin-Kammerdeiner (* 12. August 1964) ist eine ehemalige US-amerikanische Fußballtorhüterin.

## Karriere

### College
Ab 1983 war sie bis 1986 Teil der Mannschaft der George Mason Patriots. Ihre Rolle als Torhüterin entwickelte sie aber hier auch erst im dritten Jahr, davor war sie eine Feldspielerin.

### Nationalmannschaft
In der US-Nationalmannschaft hatte sie ab dem Jahr 1988 erste Einsätze. Sie gehörte dem Kader bei der Weltmeisterschaft 1991 an, verblieb hier aber ohne Einsätze. Am Ende war sie aber so Teil der Mannschaft, die den ersten offiziellen Weltmeistertitel gewann.